# 신비아파트 외전: 기억, 하리
《기억, 하리》는, 투니버스에서 방송하는 TV 드라마이다. 2018년 8월 2일부터 9월 7일까지 시즌 1으로 방영했다.

## 등장 인물
- 박지예 - 구하리
- 현준 - 최강림
- 이동길 - 박주민
- 장소정 - 이가은
- 정성영 - 김현우

## 방영 목록
| 회차 | 제목                 | 방송 날짜 (투니버스) |
| ---- | -------------------- | -------------------- |
| 1회  | "너, 대체 누구야?"   | 2018년 8월 2일       |
| 2회  | 다가오는 검은 그림자 | 2018년 8월 3일       |
| 3회  | "기억을 찾아줄게."   | 2018년 8월 9일       |
| 4회  | 귀신과의 숨바꼭질    | 2018년 8월 10일      |
| 5회  | "내 옆에 있어줘."    | 2018년 8월 16일      |
| 6회  | "그 녀석은 위험해!"  | 2018년 8월 17일      |
| 7회  | "안녕, 구하리."      | 2018년 8월 23일      |
| 8회  | 빙의된 가은          | 2018년 8월 24일      |
| 9회  | "못 믿어, 둘 다."    | 2018년 8월 30일      |
| 10회 | "그만 둬! 최강림."   | 2018년 8월 31일      |
| 11회 | "기억났어, 전부..."  | 2018년 9월 6일       |
| 12회 | "또 보자, 우리..."   | 2018년 9월 7일       |